# Titularbistum Aeliae
Aeliae (ital.: Elie) ist ein Titularbistum der römisch-katholischen Kirche.
Es geht zurück auf einen untergegangenen Bischofssitz in der gleichnamigen antiken Stadt, die in der römischen Provinz Africa proconsularis (heute Sahelregion Tunesiens) lag.
| Titularbischöfe von Aeliae |                                                    |                                             |                  |                  |
| Nr.                        | Name                                               | Amt                                         | von              | bis              |
| 1                          | David Mathew                                       | Weihbischof in Westminster (Großbritannien) | 3. Dezember 1938 | 20. Februar 1946 |
| 2                          | José Hascher CSSp                                  | Prälat von Juruá (Brasilien)                | 22. März 1947    | 8. Mai 1973      |
| 3                          | Giuseppe Laigueglia Titularerzbischof pro hac vice | Apostolischer Nuntius und Kurienerzbischof  | 3. August 1973   | 6. Juni 2001     |
| 4                          | Walter Edyvean                                     | Weihbischof in Boston (USA)                 | 29. Juni 2001    | 2. Februar 2019  |
| 5                          | Ricardo Augusto Rodríguez Álvarez                  | Weihbischof in Lima (Peru)                  | 13. April 2019   |                  |